# Estação Zuoying
Zuoying (chinês tradicional: 左營, pinyin: Zuǒyíng) é uma estação ferroviária e metroviária em Kaohsiung, Taiwan, servida pelo metrô de Kohsiung, pela ferrovia de alta velocidade de Taiwan e pela Taiwan Railways, onde é conhecida como Xinzuoying (chinês tradicional: 新左營, lit. ‘Nova Zuoying’).
Em 15 de outubro de 2009, a Mitsukoshi ganhou um contrato para alugar o edifício da estação e transformá-lo em um centro comercial durante um contrato de NT$505 milhões por 10 anos de operação. Em junho de 2009, uma estação de arrendamento de bicicletas foi inaugurada na estação do metrô de Kaohsiung, para facilitar o turismo na cidade. A estação também é equipada com estacionamentos para carros e motocicletas.
A parte do metrô de Kaohsiung da estação é uma estação subterrânea de dois andares, ao norte da parte da THSR e da Taiwan Railways Administration. A estação tem duas saídas e uma plataforma central.

## Galeria

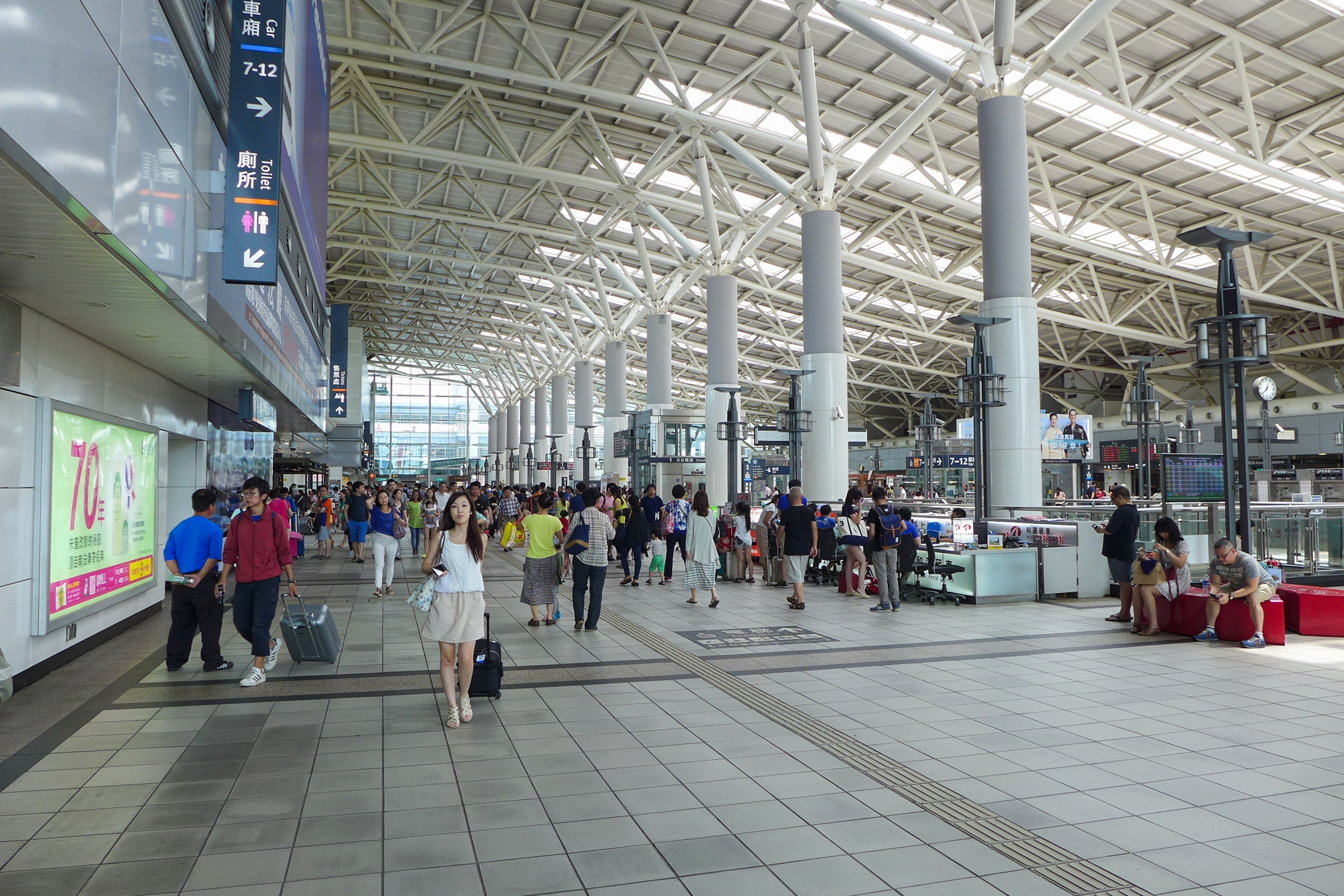
Saguão da estação da THSR
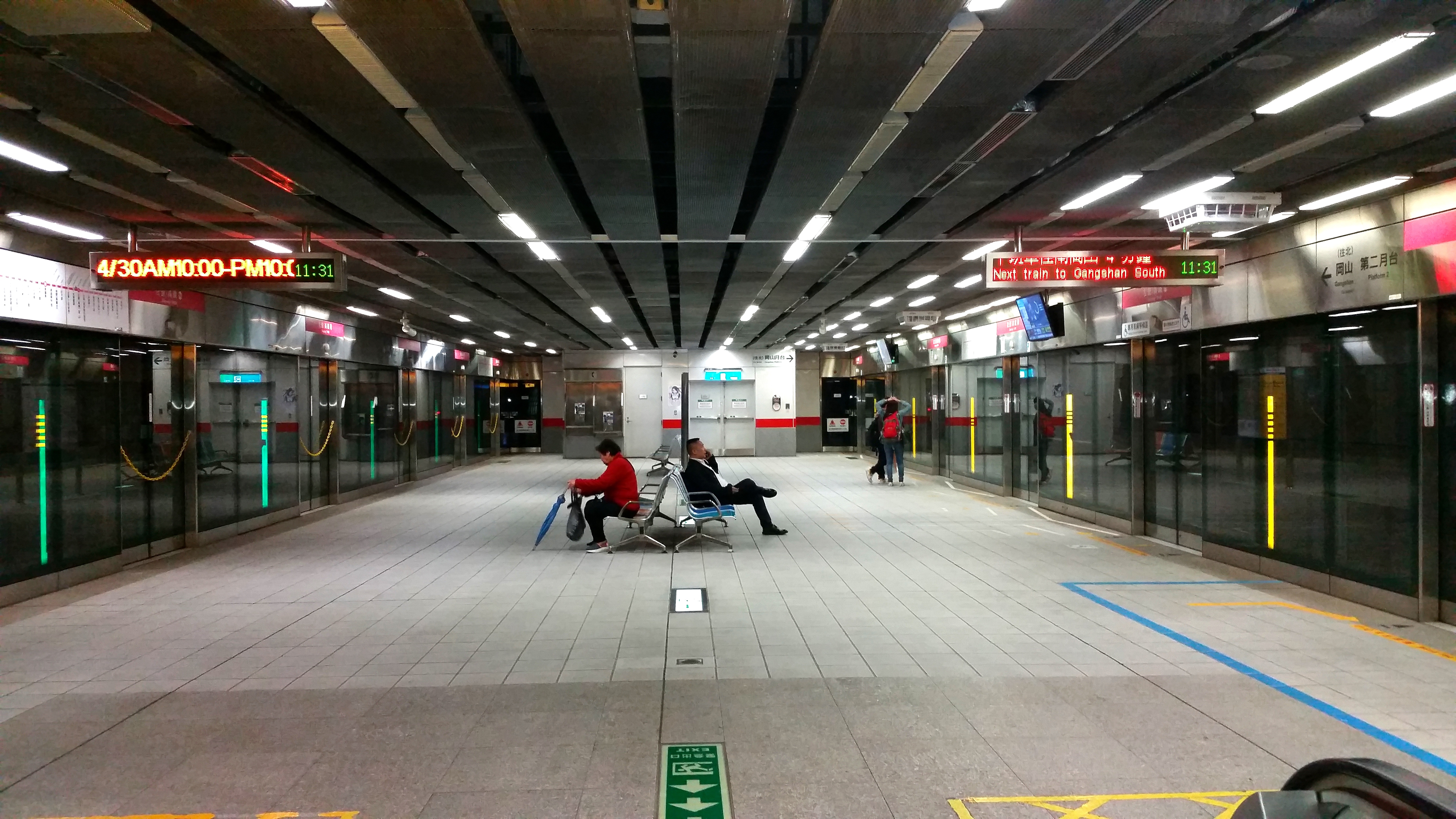
Plataforma da estação da THSR
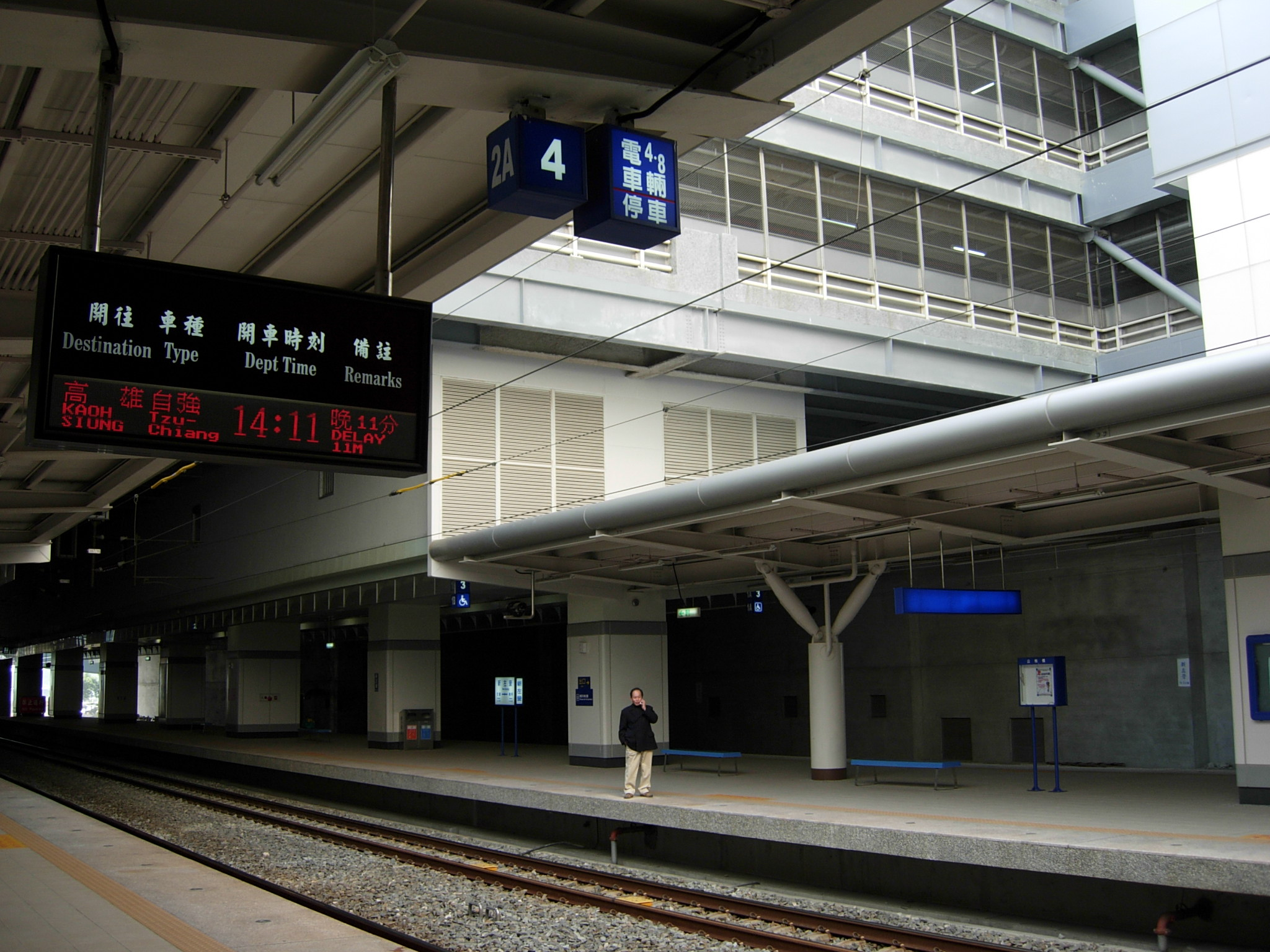
Plataforma da estação da TRA
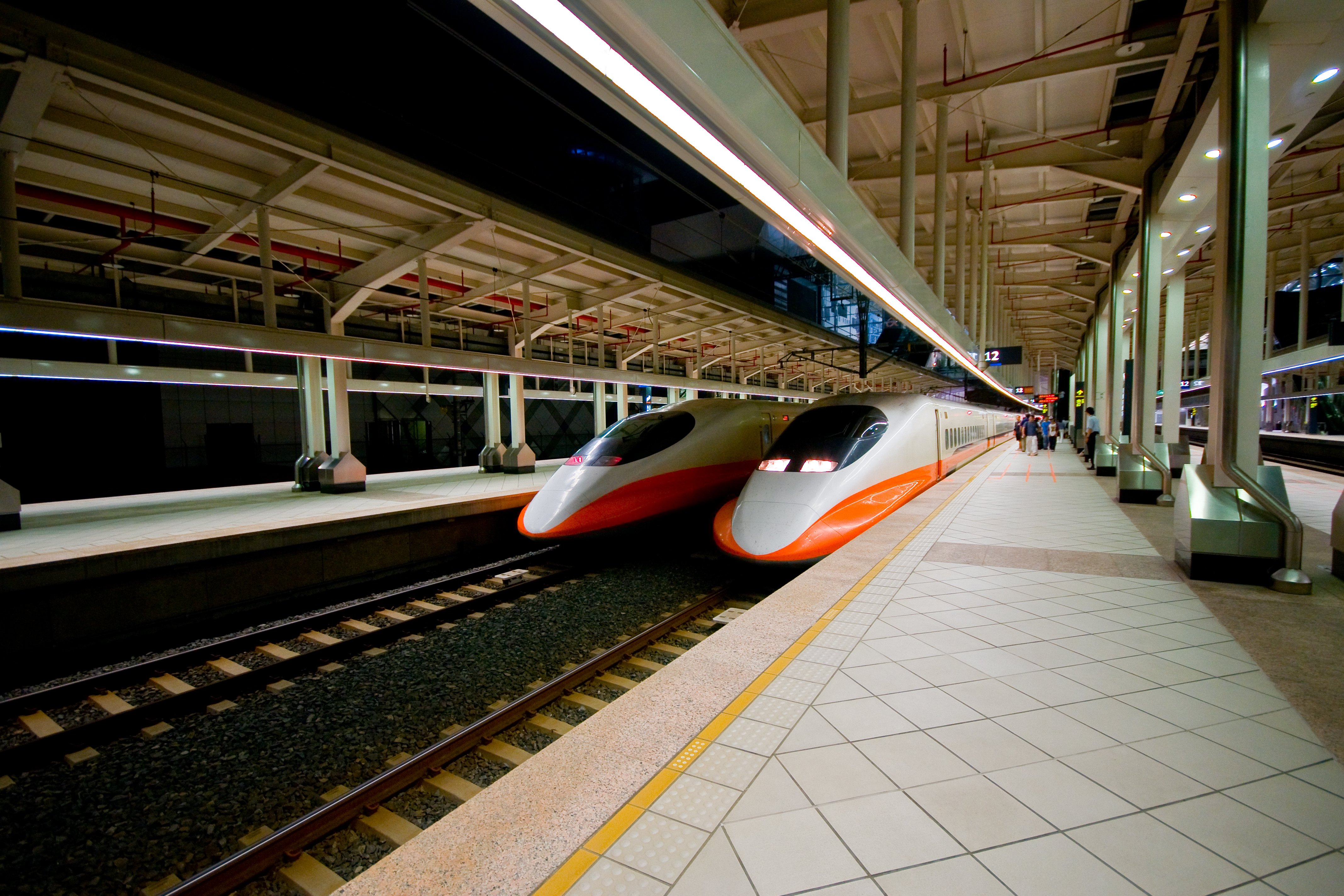
Plataformas da THSR